# Pihel
Pihel (německy Pihl) je vesnice při silnici I/9 spojující města Nový Bor a Česká Lípa. Žije zde 527 obyvatel. Vesnice Pihel spadá pod město Nový Bor jako jeho místní část. Vesnice se skládá ze dvou částí, Horního a Dolního Pihelu, vzdálených od sebe zhruba 1 km.

## Vznik názvu
Jazykovědec Milan Harvalík tvrdí, že úplně základní používaný výraz byl Bühel, v německých nářečích kopec.

## Historie
Vesnice vznikla při hradu, vybudovaném na Pihelském vrchu, na tzv. Staré lipské cestě, vedoucí z České Lípy přes Cvikov do Žitavy. 

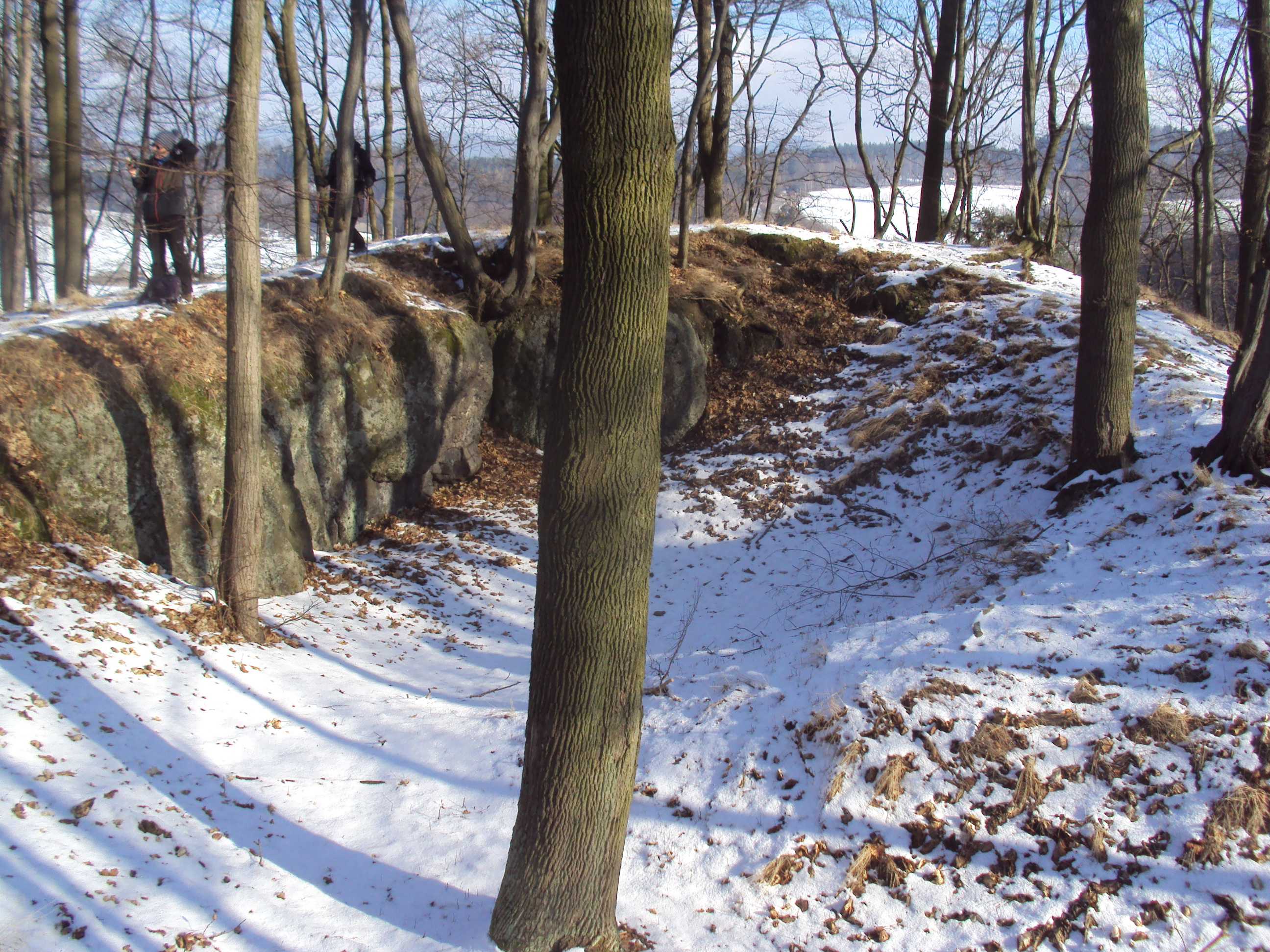
Zbytky pihelského hradu

Ves kdysi byla střediskem pihelského panství, k němuž patřily ještě Chotovice, Chomouty a část Skalice.
První písemná zmínka o obci je z roku 1396. Založil ji asi Hynek Zajíc z Hazenburka, ves zůstávala jeho rodině až do husitských válek. V roce 1421 ji vlastnil Jan z Chlumu (zvaný Kepka), který měl i nedaleký hrad Svojkov. V letech 1422–1423 zde byli husité a po nich se stal majitelem Hynek Hlaváč Berka z Dubé.
Po zániku hradu se Pihel stal součástí lipského panství. Později,  při dělení berkovského majetku roku 1502, připadl k panství sloupskému, jehož součástí zůstal až do reformy státní správy v roce 1848.

## Pamětihodnosti
- Drobné zbytky hradu Pihel
- Dům če. 15
- Kaple Panny Marie Sněžné v Pihelu

## Mineralogická lokalita

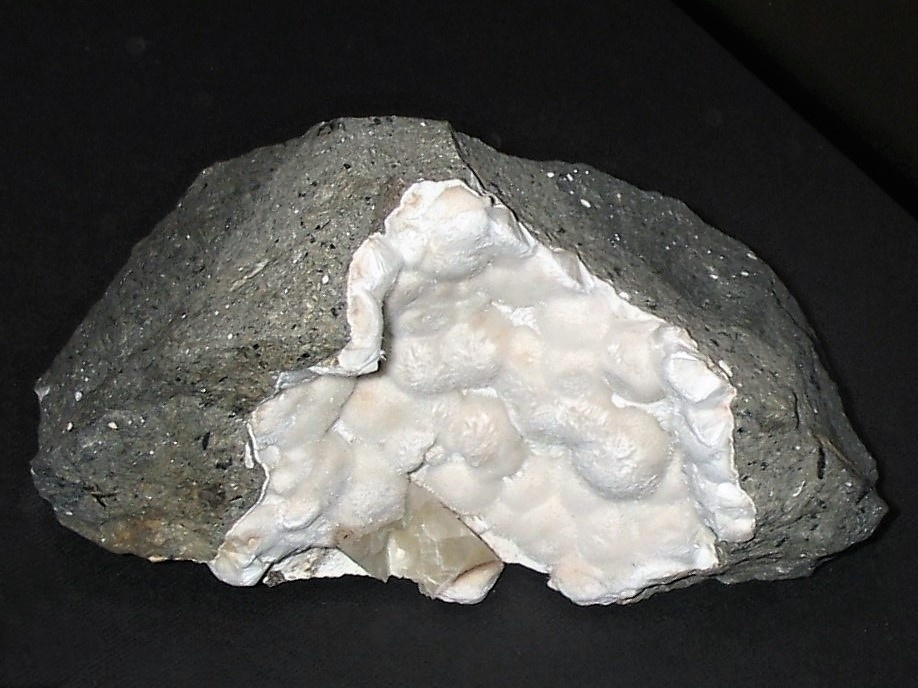
Vzorek thomsonitu z Pihelu ve sbírkách Vysoké školy chemicko-technologické v Praze

Z geologického hlediska je nejzajímavější Pihelský vrch, na jehož jihozápadním svahu je opuštěný čedičový lom, který byl známým nalezištěm minerálů thomsonitu a chabazitu.
Jedná se o třetihorní neovulkanit, tato vyvřelina je bohatá na různé druhy minerálů největšího významu se na této lokalitě těší zeolity. Hlavními zástupci těchto zeolitů jsou v Pihelu thomsonit, chabazit a natrolit. Krystaly jsou obvykle velké do 5 mm, většinou čiré či bílé a dobré kvality.
V horních partiích Pihelského vrchu jsou dosud patrné stopy někdejší existence místního hradu.

## Turistické zajímavosti a dostupnost
Blízko Pihelu se nachází několik rybníků, z nichž největší jsou Červený (jehož část je chráněna jako přírodní památka) a Pivovarský rybník.

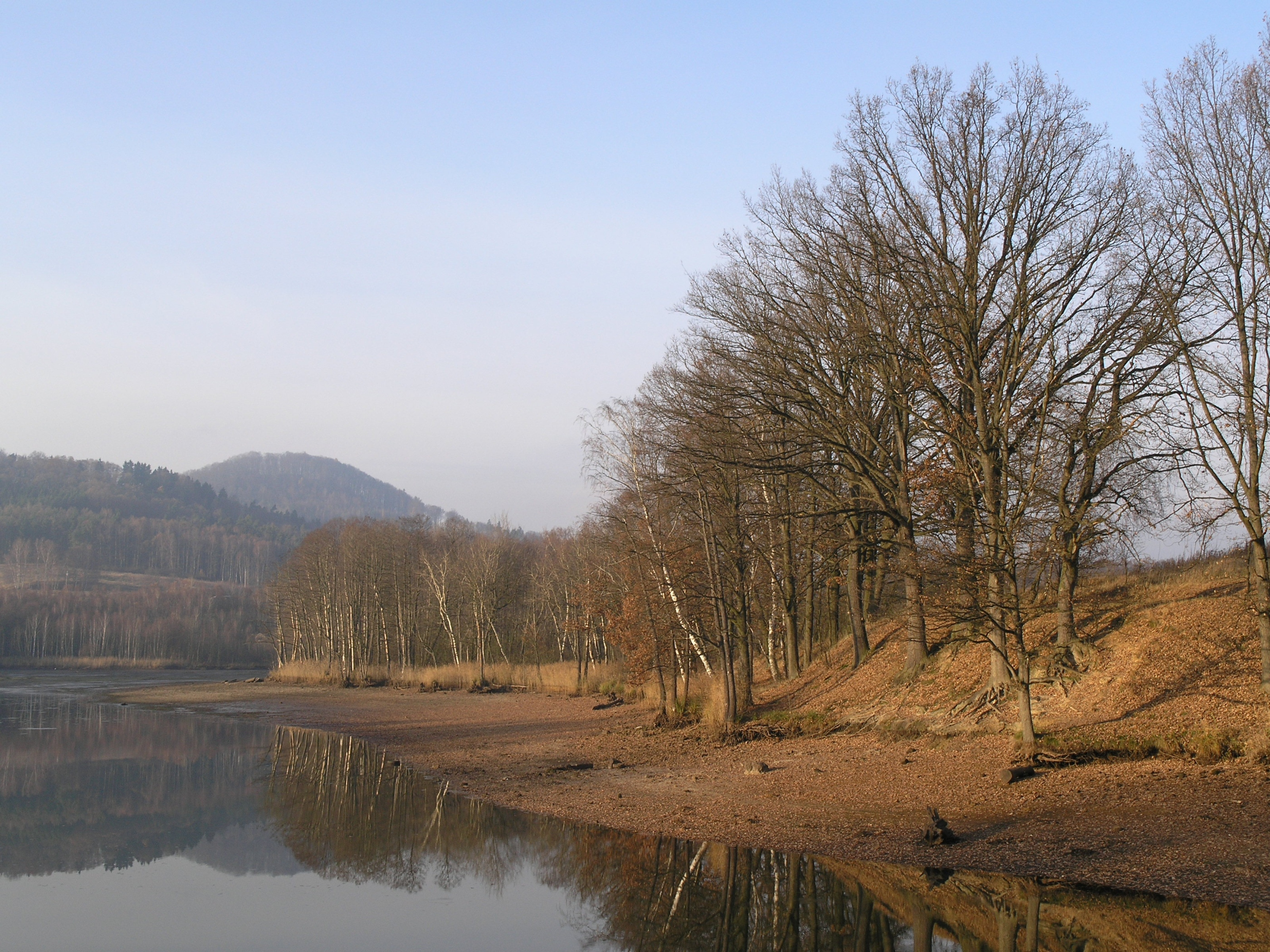
Krajina u Pihelu

Přes Pihel je vedena modře značená turistická trasa z České Lípy. Okrajem obce prochází hlavní silniční tah, silnice I. třídy č. 9, která vede z České Lípy do Nového Boru a dále na sever k hranicím se SRN. V obci jsou dvě autobusové zastávky – Nový Bor, Pihel, pošta na křižovatce místní komunikace se silnicí I/9, ve středu vesnice se pak nachází níže položená zastávka Nový Bor, Pihel, dol. Nejbližší železniční zastávka na trati č. 080 z České Lípy na Jedlovou v obci Skalice u České Lípy je od pihelské pošty vzdálena zhruba 2,5 kilometru. Ze Skalice přes horní do dolní části Pihelu a dále ke křižovatce U Sedmi trpaslíků a do Svojkova vede cyklotrasa č. 3062.

## Zajímavost
Obec Pihel svérázně proslavil výrok Dany Medřické v televizním seriálu Nemocnice na kraji města: "A do Pihele tmavýho!"